# Haxe (programspråk)
Denna artikel handlar om datorspråket Haxe. För segelfartygstypen haxe, se haxe (fartyg).
Haxe är ett högnivåspråk som ges ut som öppen källkod. Haxe unika funktion är att kunna kompilera samma kod till flera olika plattformar. Detta underlättar jobbet för utvecklare eftersom de behöver bara skriva koden en gång, till skillnad från många andra programspråk som kräver enskilda kodbaser för varje plattform. Ett annat programspråk med en liknande funktion är Java, skillnaden är att Java kräver att användaren har Java Runtime installerat för att kunna tolka och köra Java programmen. Haxe kan kompileras direkt till maskinkod och kan därför köras utan att användaren behöver installera något. Haxe kan kompileras till Flash, C++, Javascript, HTML 5, PHP, NekoVM, NodeJS och Java/C# är under beta-test.